# Trois-Monts
Trois-Monts ist eine Ortschaft und eine ehemalige französische Gemeinde 
mit zuletzt 427 Einwohnern (Stand 2016) im Département Calvados in der Region Normandie. Sie gehörte zum Arrondissement Caen und zum Kanton Thury-Harcourt.
Mit Wirkung vom 1. Januar 2019 wurden die früheren Gemeinden Trois-Monts und Goupillières zur Commune nouvelle Montillières-sur-Orne zusammengeschlossen. Den ehemaligen Gemeinden wurde in der neuen Gemeinde der Status einer Commune déléguée jedoch nicht zuerkannt. Der Verwaltungssitz befindet sich im Ort Trois-Monts.

## Geografie
Trois-Monts liegt etwa 17 Kilometer südsüdwestlich von Caen an der Orne, die das Gebiet im Osten begrenzt. Umgeben wird Trois-Monts von den Nachbarorten Sainte-Honorine-du-Fay im Norden, Grimbosq im Osten, Goupillières im Süden, Ouffières im Süden und Südwesten, La Caine im Südwesten sowie Préaux-Bocage im Westen.

## Bevölkerungsentwicklung
| 1962                       | 1968 | 1975 | 1982 | 1990 | 1999 | 2006 | 2013 |
| -------------------------- | ---- | ---- | ---- | ---- | ---- | ---- | ---- |
| 193                        | 180  | 199  | 278  | 314  | 338  | 316  | 412  |
| Quellen: Cassini und INSEE |      |      |      |      |      |      |      |

## Sehenswürdigkeiten
- Kirche Notre-Dame
- Schloss Vaugroult aus dem 17. Jahrhundert

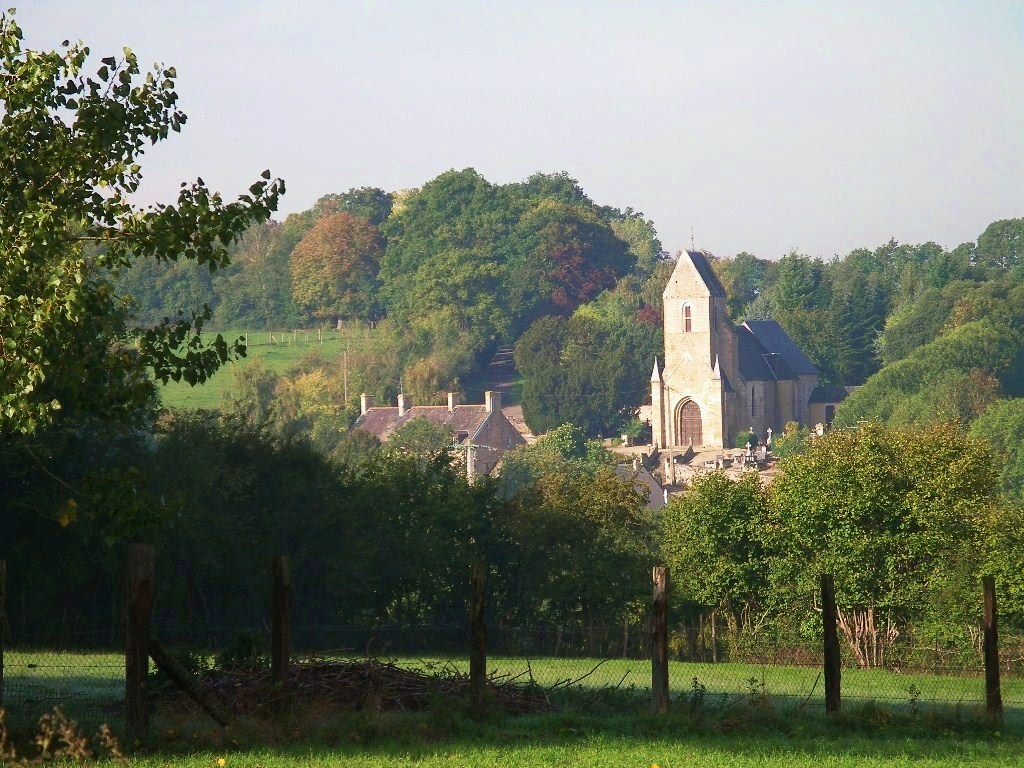
Kirche Notre-Dame
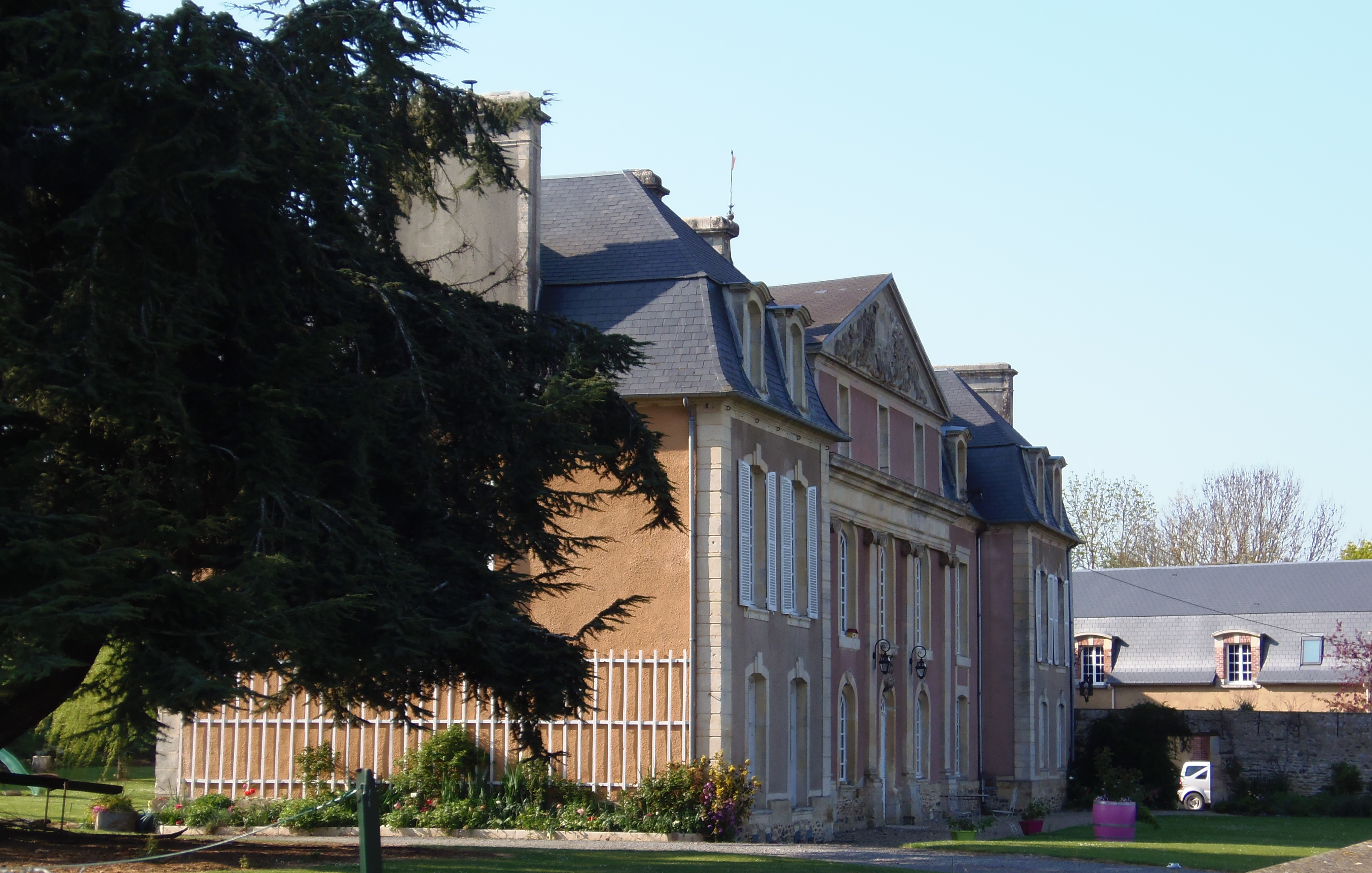
Schloss Vaugroult